# Delta Delphini

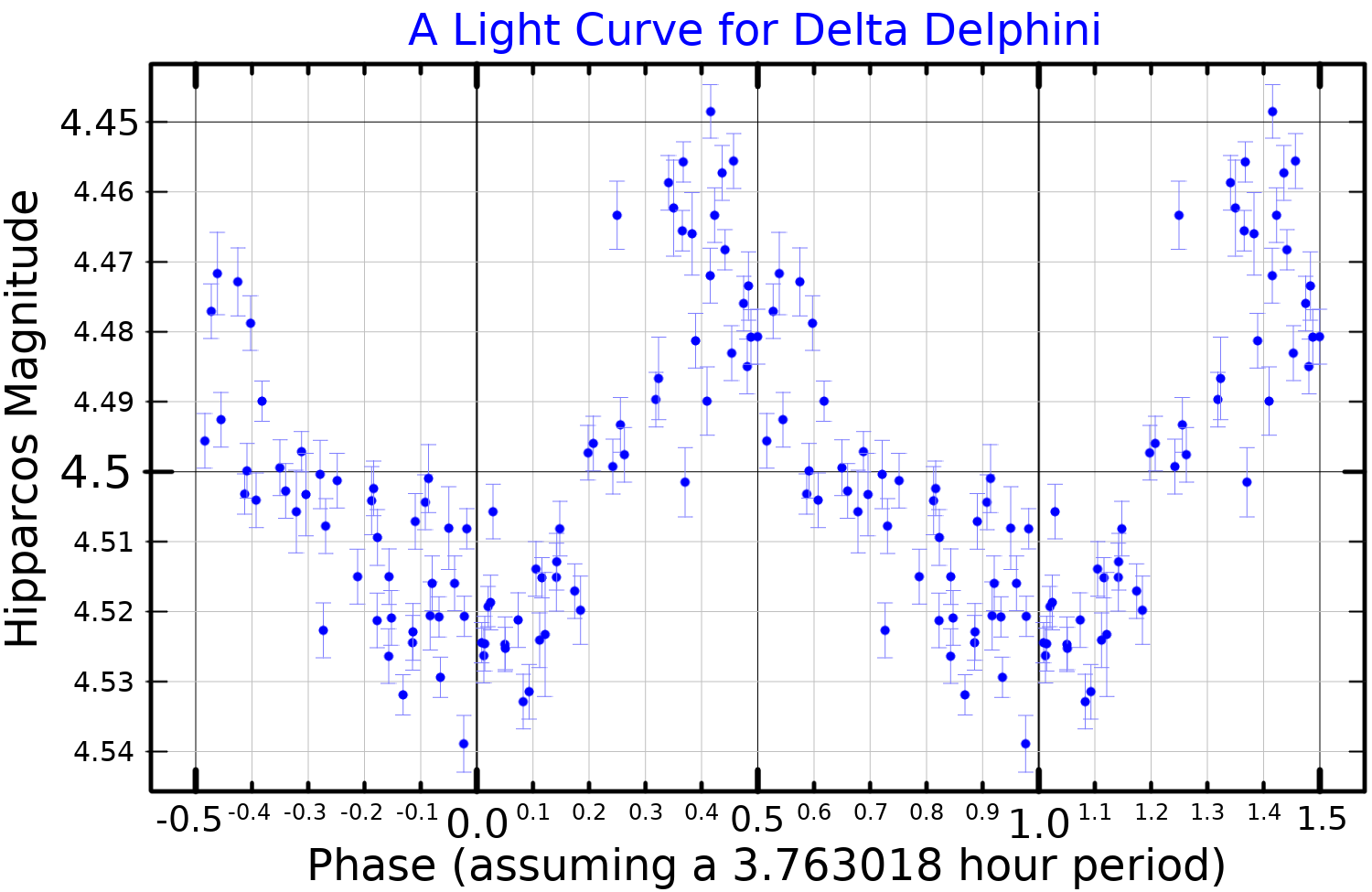
Curva de luz de Delta Delphini,

Delta Delphini (δ Del / 11 Delphini / HD 197461) es una estrella en la constelación de Delphinus, la quinta más brillante de la misma con magnitud aparente +4,43. Se encuentra a 203 años luz de distancia del sistema solar.
Delta Delphini es una estrella binaria cercana cuya duplicidad sólo ha sido conocida por espectroscopia. Ambas estrellas parecen ser idénticas y completan una órbita cada 40,58 días, lo que corresponde a una separación real entre ellas de 0,37 UA. Clasificada oficialmente como gigante de tipo espectral A7III, su temperatura excepcionalmente baja de 7000 K se ajusta más a una estrella subgigante de tipo F0. La diferencia puede deberse a su bajo contenido en metales.
La luminosidad de cada una de las estrellas —que puede ser muy parecida— es del orden de 25,5 soles, lo que conlleva un radio de 3,4 radios solares y una masa de 2 masas solares para cada una.
Ambas estrellas parecen ser estrellas variables. Una de ellas es una variable Delta Scuti con variaciones de 0,1 magnitudes en múltiples períodos de 0,156, 0,136 y 0,153 días. La otra parece tener un único período de variación.